# 流通センター北
流通センター北（りゅうつうせんたーきた）は、岩手県盛岡市の地名。一丁目のみ設置されている。住居表示実施済み。

## 概要
盛岡市南西部に位置し、南側は紫波郡矢巾町との市町境となっている。
域内を岩手県道13号盛岡和賀線が通過する。町名のとおり、域内は卸売団地が広がる。
岩手県土地開発公社が1970年(昭和45年)12月に、紫波郡都南村(当時)及び同郡矢巾町の町村境に、北東北の物流拠点として整備した、岩手流通センターにおいて、1975年(昭和50年)に都南村湯沢の一部に住居表示を実施して成立した。1992年(平成4年)4月に、都南村が盛岡市に編入されて以降は盛岡市の町名である。
なお、流通センター南は、隣接する矢巾町に存在する。

## 世帯数と人口
2024年（令和6年）11月30日現在の世帯数と人口は以下の通りである。
| 大字・丁目           | 世帯数 | 人口  |
| -------------------- | ------ | ----- |
| 流通センター北一丁目 | 87世帯 | 150人 |

## 交通

### 鉄道
域内に鉄道駅は存在しない。岩手飯岡駅が最寄り駅となる。

### 道路
- 岩手県道13号盛岡和賀線

## 施設

### 教育・保育
- みなみ幼稚園

### 書籍
- 「角川日本地名大辞典」編纂委員会 編『角川日本地名大辞典 3 岩手県』角川書店、1985年。ISBN 4-04-001030-2。